# Geodena dama
Geodena dama es una especie de polilla de la familia Geometridae, descrita por primera vez por William Jacob Holland en 1893, con distribución en Gabón y Camerún. El holotipo de la especie fue descrita a orillas del río Ogave.

## Descripción
Las antenas son negra y la frente naranja. La parte superior del tórax y el abdomen son de color leonado grisáceos. La parte inferior del tórax y el abdomen son de color naranja y la punta del abdomen es marrón oscuro. Las pataa son de color leonado.
Las alas anteriores son de color leonado grisáceo en toda su extensión con un punto ovalado en el extremo de la celda. Las alas posteriores son lúteas, con márgenes leonado pálido del mismo color que las anteriroes y un pequeño punto negro redondo en el extremo de la celda. En la parte inferior, las alas anteriores tienen un radio basal naranja cerca de la costa y un margen interno blanquecino. Las alas posteriores son de color amarillo anaranjado brillante por debajo en la parte inferior, con el margen externo más oscuro que en la parte superior. Es una polilla mediana con una envergadura de 38 milímetros (1,5 plg).